# Мюллер Володимир Миколайович
Мюллер Володимир Миколайович (нар. 5 лютого 1887, Херсон — пом. 28 січня 1979, Москва) — український і російський художник театру і кіно, професор ГІТІС. 

## Біографія
Народився 5 лютого 1887 (за новим стилем) у місті Херсоні. Батько — потомствений почесний громадянин, банківський службовець Микола Федорович Мюллер, син відомого провізора, Статського радника, кавалера ордена Святого Станіслава 2-го ступеня Федора Миколайовича Мюллера. Мати — Фенько Марія Василівна. Володимир був старшим з 5 синів. У сім'ї заохочували і розвивали тягу дітей до мистецтва. 

В 1896—1907 навчався в Рішельєвській гімназії в Одесі. Від 1908 по 1915 навчався в Центральному училищі технічного малювання барона Штігліца в Санкт-Петербурзі.

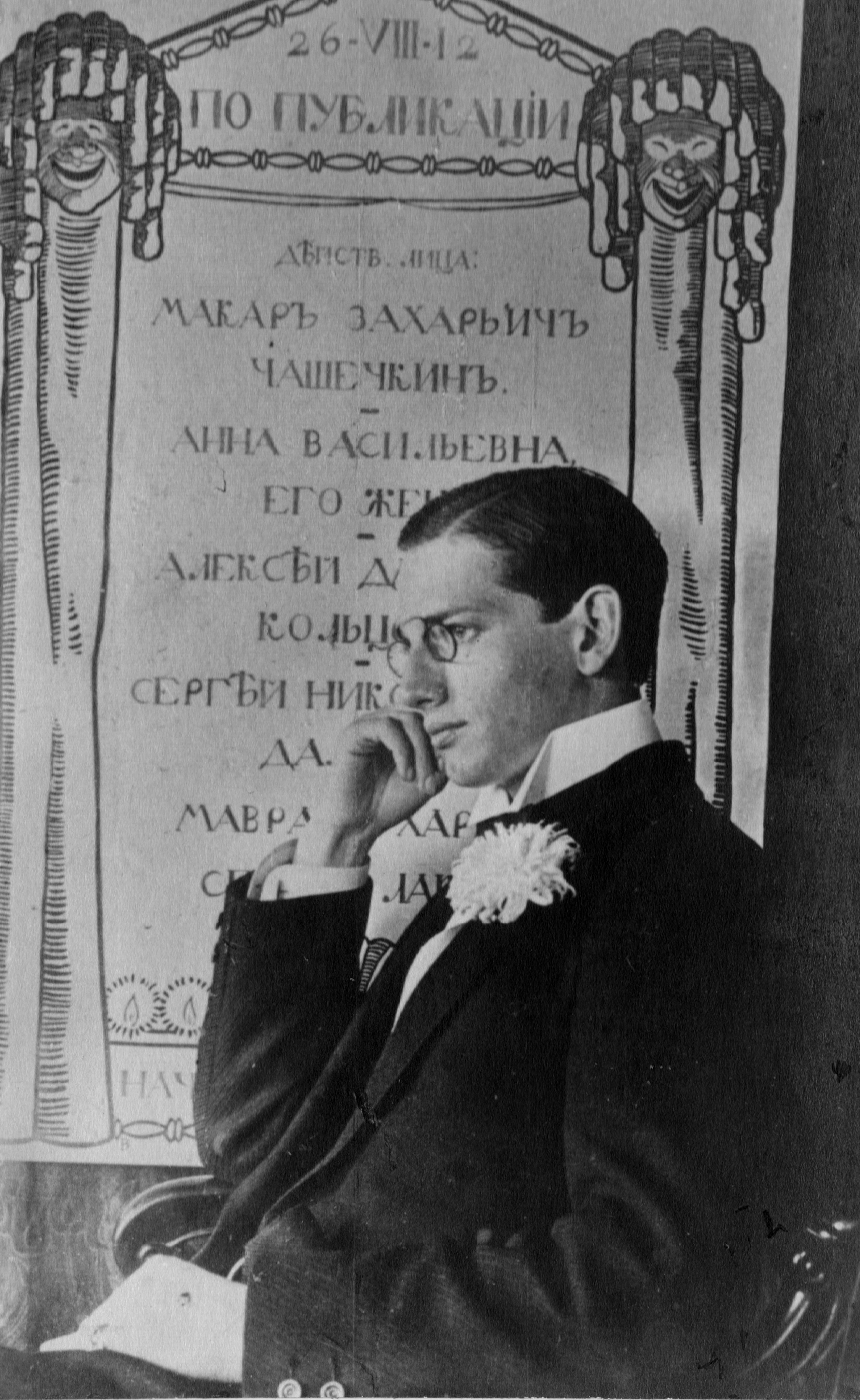
Мюллер Володимир Миколайович, Фінляндія, 1912 г.

З 10 листопада 1916 — (як ратник ополчення 2-го розряду) покликаний в діючу армію і зарахований рядовим в 172 піхотний полк в Вільманштрад (Фінляндія). 30 березня 1917 визнаний непридатним до військової служби і демобілізований.
До серпня 1917 працював конструктором меблів в Акціонерному товаристві «Північна компанія».
30 листопада 1917 разом із дружиною актрисою Юлією Гельдер повернувся до Одеси.
У 1918 дебютував як театральний художник в театрі-кабаре «Гротеск» і в «Міський аудиторії». У 1919 сконструював «Пересувний розбірний театр» і став художником в Культурно-просвітницької секції Червоного флоту 47-ї дивізії.
Дебютував як художник кіно в 1919 на кіностудії «Борисов і К», де оформив 18 кінофільмів. 
З 1920 - художник театру «Будинок народу» і керівник Державними виробничими майстернями при Наросвіти.
З 1921 по 1924 головний художник і член правління театру «Масодрам» та професор, керівник театрально-декораційного майстерні Одеського художнього інституту.
В другій половині  1920-х - художник-оформлювач фільмів Одеської кінофабрики ВУФКУ. 
З 1934 — завідувач постановочною частиною МХАТу, а з 1936 — театру ім. Моссовета.
З 1939 - викладач Державного інституті театрального мистецтва ім. А.В.Луначарського, де вів курс «Основи сценічного оформлення вистави». З 1951 — доцент, а з 1965 — професор.
Мюллер мав дуже близькі стосунки з братом Федором, який теж став художником і викладачем. Арешт і розстріл брата разом з дружиною в 1939 році справили велике враження на Мюллера. Решту життя  він залишався замкненим і усамітненим. Після смерті брата Мюллер припинив активну роботу художника-постановника, уникав офіційних виставок, практично не виставлявся. 

## Основні роботи
Фільмографія (художнє оформлення кінофільмів):
- Велика гра (1934)
- Сенько з «Мімози» (1932)
- Вітаю з переходом (1932)
- Атака (1932)
- Експонат з паноптикуму (1929)
- Дівчина з палуби (1929)
- Велике горе маленької жінки (1929)
- Октябрюхов і Декабрюхов (1928)
- Закони шторму (1928)
- Арсенал (1928)
- Не по дорозі (короткометражний, 1927)
- Розплата (1926)
- Арсенальці (1925)
- Макдональд (короткометражний, 1924)
- Вендетта (короткометражний, 1924)
- Знову на землі (1921)
- Яшка-скакун (1919)
- Гримаси життя (1919)

Художнє оформлення вистав:
- «Власть» Тверського, «Тартюф»; «Вовки» Роллана (театр «Массодрам», м. Одеса).
- «Салют, Іспанія!» Афіногенова (1936 р.) — М Москва, театр ім. Моссовета.
- «Нора» (1939), «Так і буде!» (1944 р.) М Москва, театр ім. Ленінського комсомолу

Оформлення книг:
- В. Симушенко. "Мальчик с пальчик". Светоч, 1927[8].

## Участь у виставках
1. «Виставка картин товариства незалежних художників» (листопад — грудень 1918 р., Одеса); каталог виставки: № 112—122 (11 робіт).
2. «Херсонська художня виставка» (1927 р., Херсон); каталог виставки: № 61-70 (10 робіт).
3. «Всеукраїнська ювілейна виставка» (1928 р., Одеса); каталог виставки: № 976—979 (4 роботи).
4. «2-а Всеукраїнська художня виставка» (1929 р., Київ — Одеса — Донбас — Харків); каталог виставки: № 650—671 (22 роботи).
5. «Художники радянського театру за XVII років 1917—1934» (1934 р., Москва); каталог виставки: № 1046—1051 (9 робіт).
6. Персональна виставка у «Всеросійському театральному товаристві» (лютий 1968, Москва).

## Публікації
- Мюллер В. Н. Театралізована ширма, в сб .: Матеріали сценічної експериментальної лабораторії при МХАТ СРСР ім. М. Горького, вип. 1, М.-Л., 1942;

- Мюллер В. Н. Трансформуються чоловічий і жіночий театральні костюми, М., 1948.- 55с., Тир. 2000

- Мюллер В. Н. Видимість декорацій на сцені. На допомогу молодим художникам і режисерам. Москва Видання МХАТ СРСР ім. Горького, сценічна експериментальна лабораторія.- 1946 р. 36с., Тир. Картка видання в РНБ [Архівовано 4 березня 2016 у Wayback Machine.]

- Мюллер В. Декораційне оформлення вистави. М: Іскусство.- 1956 р. — 100с., Тир. 75000 Картка видання в РНБ [Архівовано 18 травня 2015 у Wayback Machine.]

- Мюллер В. Н. Набір типових декорацій. М: Искусство, 1952. 120с., Тир. 15000.